# 伊豆高原駅

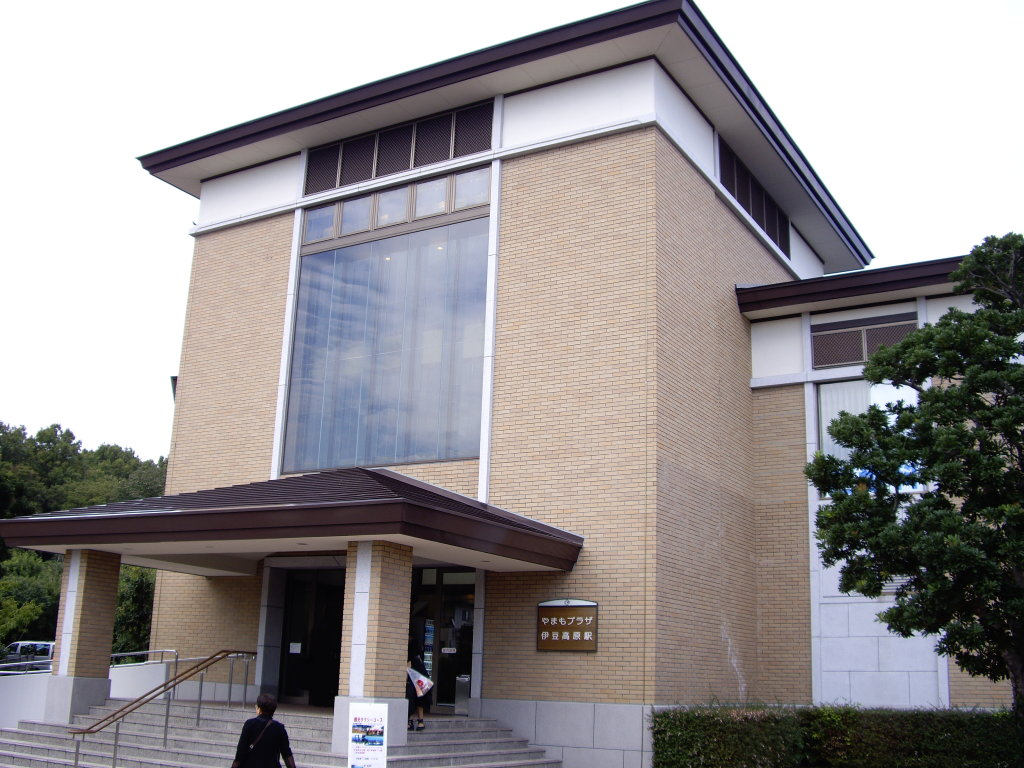
駅舎（八幡野口）

伊豆高原駅（いずこうげんえき）は、静岡県伊東市八幡野にある、伊豆急行伊豆急行線の駅である。駅番号はIZ06。第1回中部の駅百選に選ばれた。

## 歴史

### 年表
- 1961年（昭和36年）12月10日：開業。
- 1993年（平成5年）1月22日：駅舎改築工事に着手[1]。
- 1994年（平成6年）3月18日：駅舎を統合して、新駅舎・駅ビルが完成[2]（3月19日開業）[3]。
- 2000年（平成12年）以降：駅長無配置駅となり、伊豆急下田駅の被管理駅となる[4]。

### 駅名の由来
所在地の地名は伊東市八幡野であり、開業前の仮称駅名は「八幡野駅」であった。だが、別荘地や行楽地として開発の拠点とする意図を踏まえ、伊豆高原とされた。高原を名乗るが隣の城ヶ崎海岸駅より標高が低い。

## 駅構造
島式ホーム1面2線と単式ホーム1面1線、計2面3線を有する地上駅。海側に車両基地（伊豆高原車両区）が併設されている。

### のりば
| 番線 | 路線       | 方向 | 行先           | 備考 |
| ---- | ---------- | ---- | -------------- | ---- |
| 1・2 | 伊豆急行線 | 下り | 伊豆急下田方面 |      |
| 2・3 | 伊豆急行線 | 上り | 伊東・熱海方面 |      |

備考
- 乗務員区所（伊豆高原運輸区）があり、一部列車で交代が行われる。
- 2番線を上下本線とした一線スルー構造になっている。
- 時間帯によって、1～3番線すべてが上下列車に使用される。なお構造上1番線で車両の増結が行われる運用は存在しない。
- 特急待避（緩急接続）がない場合、下りは2番線、上りは3番線に入線する。
- 特急待避（緩急接続）がある場合、下りでは普通列車が1番線に入線し特急列車が2番線に入線する。上りでは普通列車が2番線に入線し特急列車が3番線に入線する。
- 引き上げ線から増結車両が入れ替えを行う際は2・3番線を支障するため、当駅で増結する列車と行き違いを行う下り列車は1番線に入線する。
- 朝夕を中心に車両交換が行われるが、その際はホームを共用する2・3番線を使用して乗換えを容易にしている。
- 日中の閑散期は当駅で普通列車の増解結が行われ、熱海方面は6両、伊豆急下田方面は3両で運転される。（リゾート21運用時は当駅で8000系電車と車両交換することがある。）
- 伊東方面に引き上げ線があり、普通列車の増結編成の留置に使われる。下田方面にはホームから引き上げ線はない。
- 伊豆高原車両区への引き込み線は伊豆急下田方面から分岐しており、入出庫する車両は一旦分岐奥の本線上に停車してから折り返す。
- 駅構内の側線に、2019年に引退したクモハ103が保存されている。

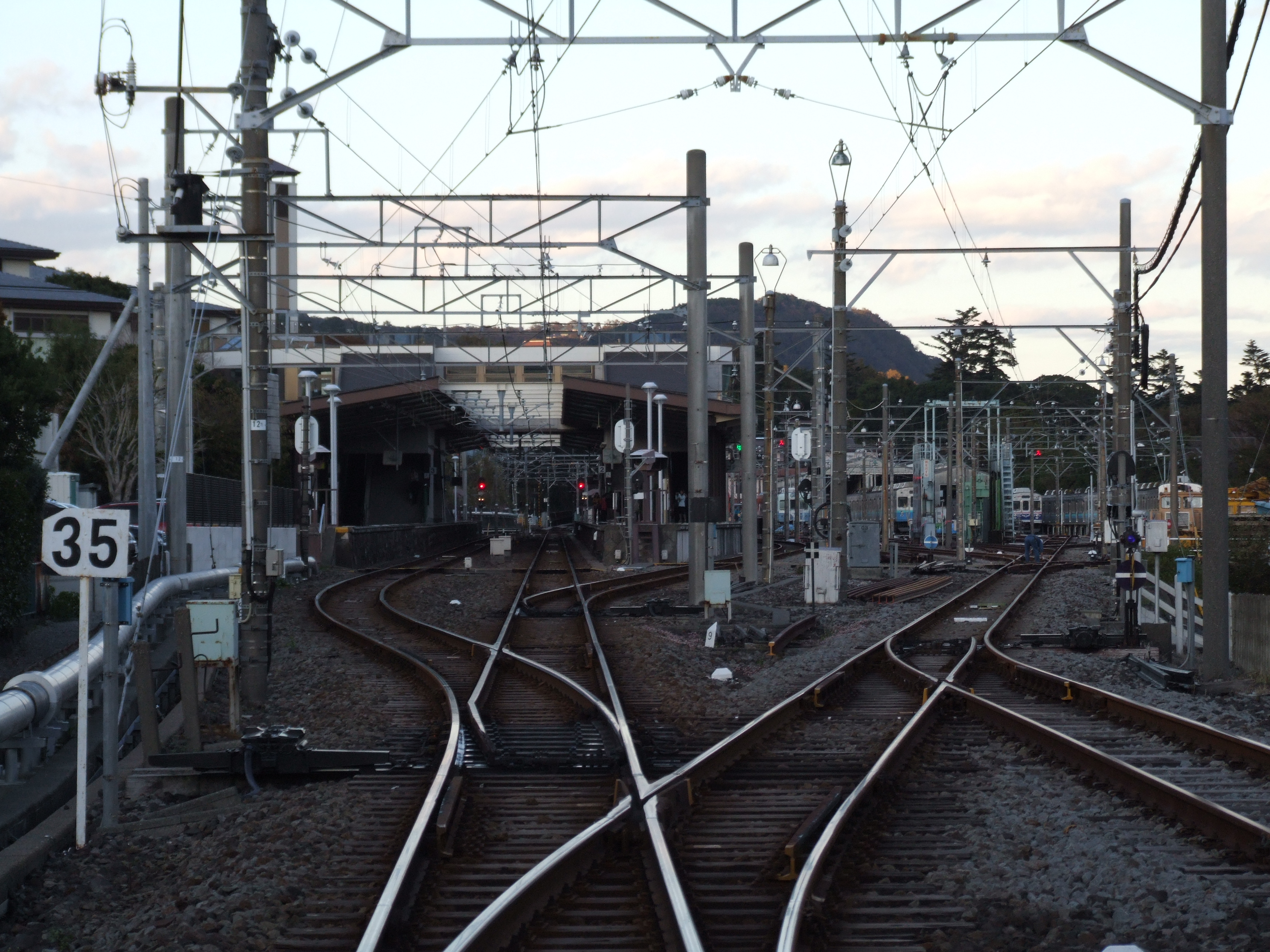
構内
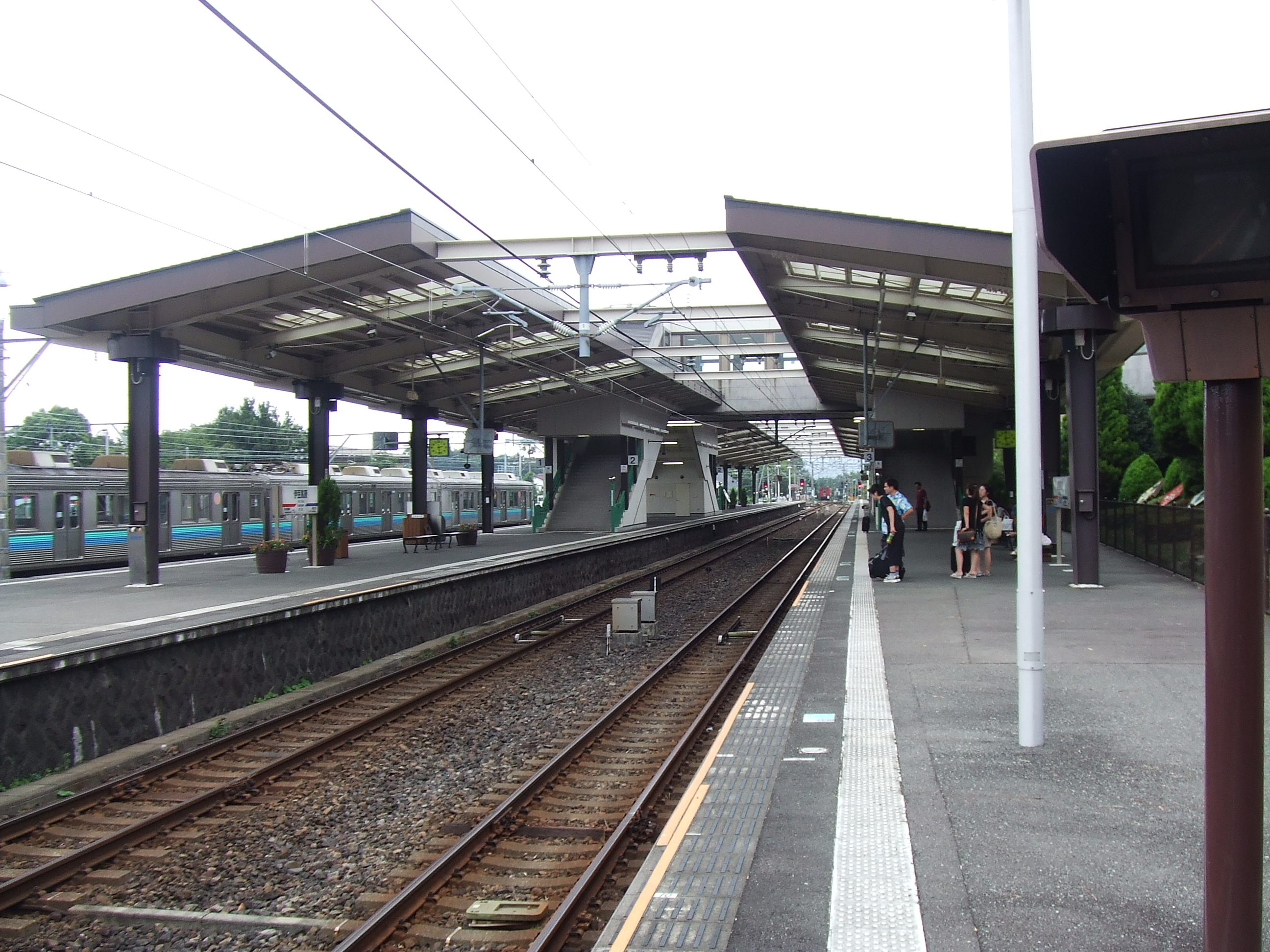
ホーム

### 構内
駅舎は高台の上にある橋上駅だが、エスカレーター・エレベーターを利用すると階段を使わないでホームと改札の移動が可能である。なおエスカレーターは上りのみの片方向運転のためホーム階から改札階への移動のみ可能。
以前は高原口、八幡野口の2つの改札口を有していた。高原口は現在の改札口付近にあり、それとは別に伊豆急下田寄りにも八幡野口の駅舎と改札があった。現在の駅ビル「やまもプラザ」の完成により八幡野改札は廃止され、改札は高原口側に集約された。なお現在も駅ビルを境に北側は高原口（桜並木口）、南側は八幡野口（やまも口）と呼ばれている。
当駅は特急停車駅のためみどりの窓口と自動券売機が設置されている。みどりの窓口には指定席空席案内（上りのみ）もある。LED式列車案内も設置済み。
SuicaおよびSuicaと相互利用可能なICカード（PASMO等）は、伊豆急行線内全駅で利用可能であり、当駅を含む一部の駅には改札内に簡易チャージ機も設置されている。

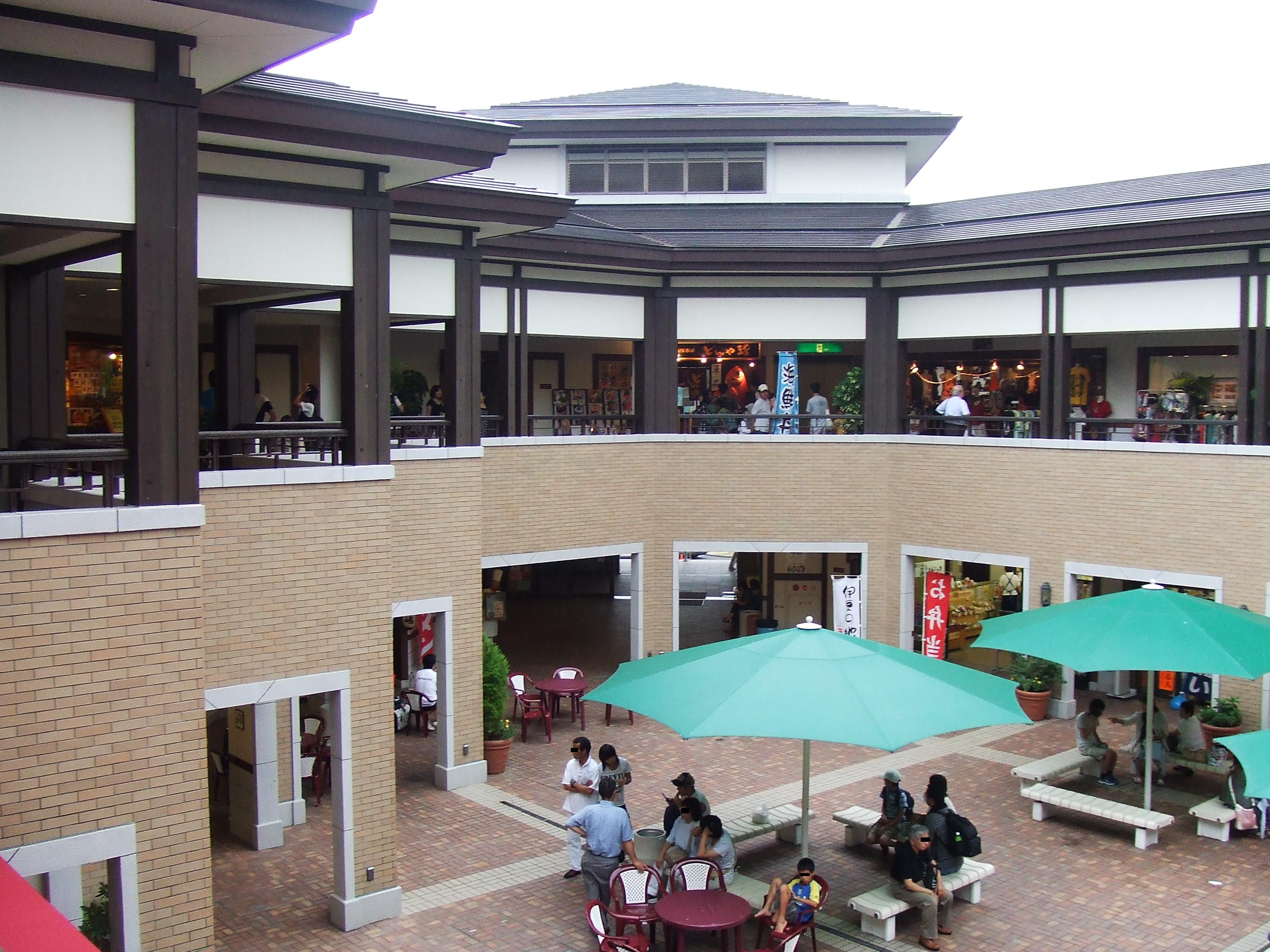
駅構内のレストラン街
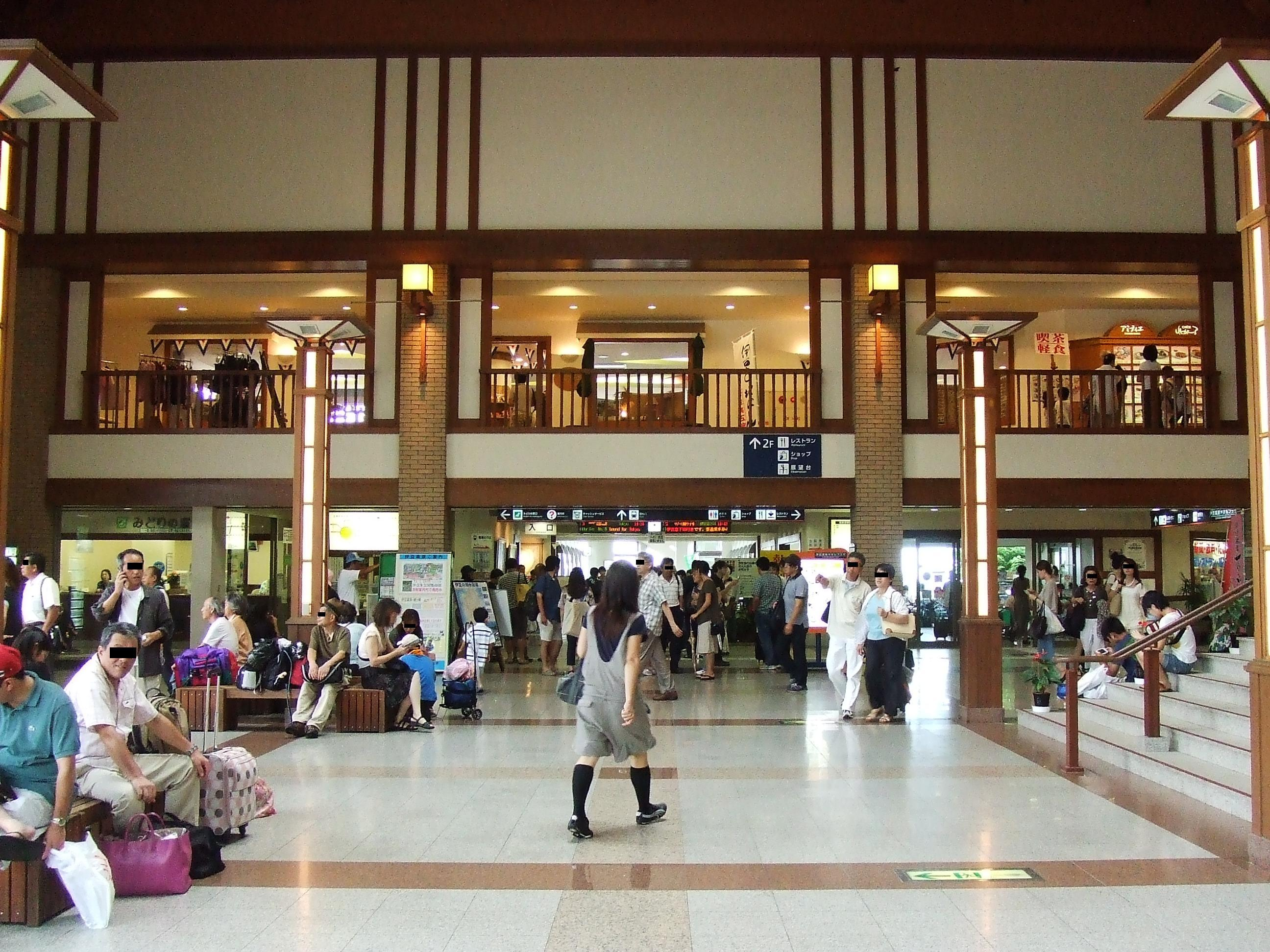
駅構内の広場

## 駅弁
伊豆急グループの伊豆急コミュニティーが販売する主な駅弁は下記の通り。
- 金目鯛の押寿司【匠の三種】
- 金目鯛の塩焼き弁当[7]
- あじずし
- あぶりさんまの棒寿司[8]

## 利用状況
- 2020年（令和2年）度の1日平均乗車人員は765人である。

近年の1日平均乗車人員の推移は以下の通りである。
| 年度               | 1日平均 乗車人員 | 出典     |
| ------------------ | ---------------- | -------- |
| 1993年（平成05年） | 2,474            | [ * 1 ]  |
| 1994年（平成06年） | 2,532            | [ * 2 ]  |
| 1995年（平成07年） | 2,372            | [ * 3 ]  |
| 1996年（平成08年） | 2,437            | [ * 4 ]  |
| 1997年（平成09年） | 2,113            | [ * 5 ]  |
| 1998年（平成10年） | 1,960            | [ * 6 ]  |
| 1999年（平成11年） | 1,874            | [ * 7 ]  |
| 2000年（平成12年） | 1,775            | [ * 8 ]  |
| 2001年（平成13年） | 1,747            | [ * 9 ]  |
| 2002年（平成14年） | 1,613            | [ * 10 ] |
| 2003年（平成15年） | 1,698            | [ * 11 ] |
| 2004年（平成16年） | 1,758            | [ * 12 ] |
| 2005年（平成17年） | 1,758            | [ * 13 ] |
| 2006年（平成18年） | 1,823            | [ * 14 ] |
| 2007年（平成19年） | 1,857            | [ * 15 ] |
| 2008年（平成20年） | 1,828            | [ * 16 ] |
| 2009年（平成21年） | 1,732            | [ * 17 ] |
| 2010年（平成22年） | 1,513            | [ * 18 ] |
| 2011年（平成23年） | 1,363            | [ * 19 ] |
| 2012年（平成24年） | 1,505            | [ * 20 ] |
| 2013年（平成25年） | 1,425            | [ * 21 ] |
| 2014年（平成26年） | 1,424            | [ * 22 ] |
| 2015年（平成27年） | 1,449            | [ * 23 ] |
| 2016年（平成28年） | 1,495            | [ * 24 ] |
| 2017年（平成29年） | 1,516            | [ * 25 ] |
| 2018年（平成30年） | 1,455            | [ * 26 ] |
| 2019年（令和元年） | 1,376            | [ * 27 ] |
| 2020年（令和02年） | 765              | [ * 28 ] |

## 駅周辺
- 伊豆高原
- やまもプラザ
- スーパーナガヤ八幡野店
- マックスバリュ伊豆高原店
- 伊豆急行・伊豆急ホールディングス本社
- 伊豆急行伊豆高原車両区
- 伊豆急コミュニティー
- 伊豆オルゴール館

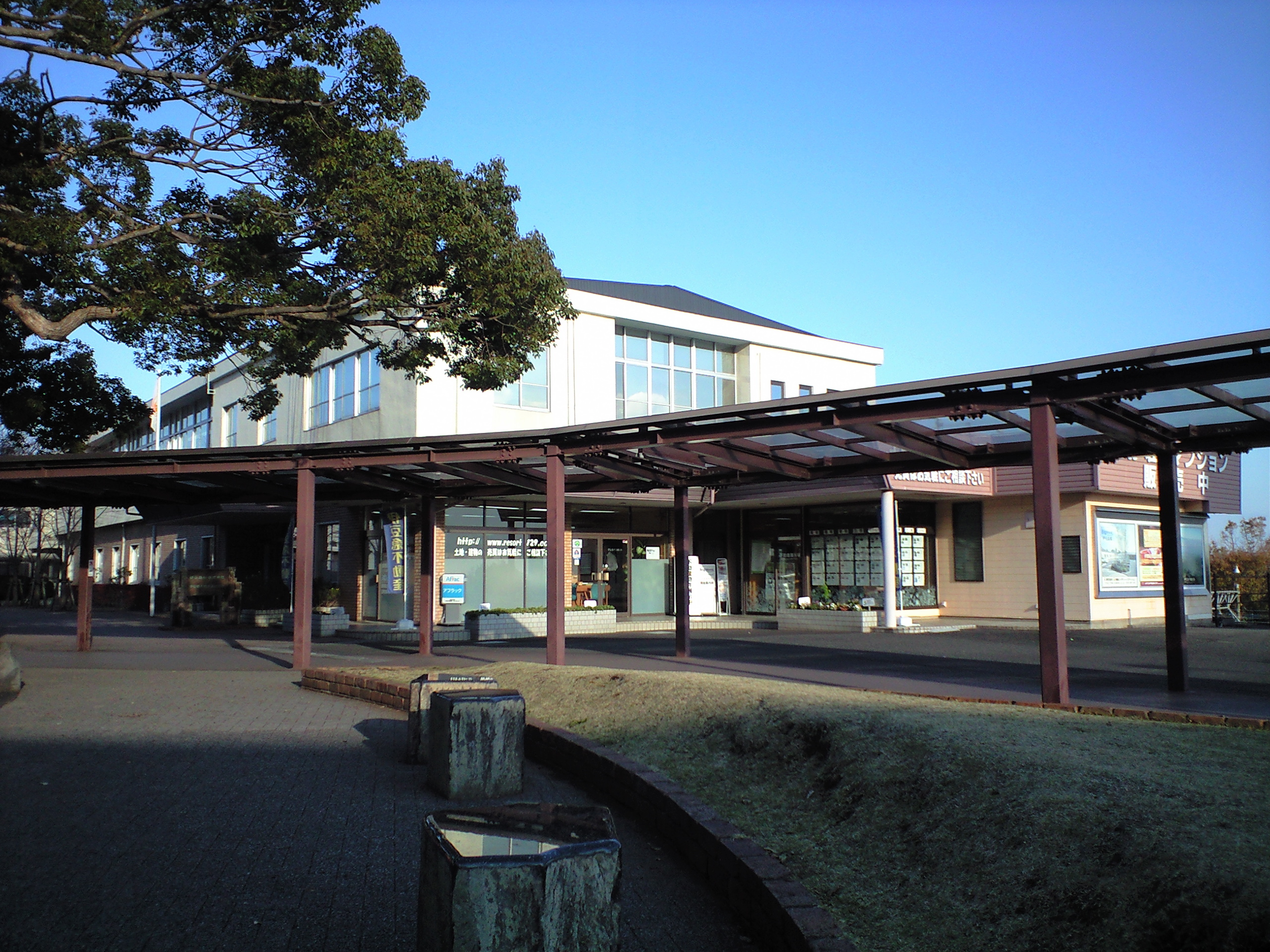
伊豆急行本社

- 伊豆急行の小さな資料館「ONE TWO NINE」（やまもプラザ内）
- 伊豆テディベア・ミュージアム
- 大室山
- 伊豆シャボテン動物公園
- 橋立吊橋（城ヶ崎海岸）
- 八幡野漁港
- 赤沢温泉
- 赤沢日帰り温泉館
- 高原の湯
- 伊豆海洋公園
- 伊豆ぐらんぱる公園
- ルネッサ赤沢
- ルネッサ城ヶ崎
- ニッポンレンタカー
- 八幡野コミュニティセンター
- 蓮着寺
- 大田区立伊豆高原学園

その他、駅前には有料駐車場が多く、美術館や博物館などの観光施設のほか、ペンションや別荘なども多い。また高原口の前には足湯もあり休日は常に観光客で混雑する。有料駐車場は場所によっては駐車する時間で安くなる場合がある。

## バス路線
| のりば                         | 運行事業者           | 系統・行先                                                                                   | 備考 |
| 伊豆高原駅（高原口）           | 伊豆高原駅（高原口） | 伊豆高原駅（高原口）                                                                         | 伊豆高原駅（高原口） |
| ------------------------------ | -------------------- | -------------------------------------------------------------------------------------------- | --- |
| 1                              | 東海バス             | - I39：赤沢海岸 - I70・I72・I73・I80・快速：シャボテン公園 - I75：一碧湖 - I76：伊東市民病院 | - 「I39」は朝夕のみ運行。また、伊東市自主運行バス路線 - 「I73」は1日3本運行。また、伊東市自主運行バス路線 - 快速便は土日祝日1便のみ運行、途中無停車 - 「I75」は1日1本運行 - 「I76」は平日2本運行。また、伊東市自主運行バス路線 |
| 2                              | 東海バス             | - I32・I33・I39・I85：伊東駅 - I70・I80・I82：伊豆海洋公園                                   | 「I32」「I33」「I39」「I85」は朝夕運転。また、「I32」「I39」は伊東市自主運行バス路線 |
| 伊豆高原駅やまも口（八幡野口） |                      |                                                                                              | |
| －                             | 東海バス             | I73：伊豆高原駅 / シャボテン公園                                                             | 伊豆高原駅行きは1日2本、シャボテン公園行きは1日3本運行（一部のみ経由）。また、伊東市自主運行バス路線 |

備考
- 赤沢海岸方面は日中は予約制デマンドタクシー（いず東海タクシー）での運行となる[9]。

## 隣の駅
※特急「踊り子」「サフィール踊り子」の隣の停車駅は各列車記事を参照。
伊豆急行
 伊豆急行線
城ヶ崎海岸駅 (IZ05) - 伊豆高原駅 (IZ06) - 伊豆大川駅 (IZ07)

### 記事本文
1. ↑  「「伊豆高原駅＆やまもプラザ」きょう着工 完成は来年3月末」『静岡新聞』静岡新聞社、1993年1月22日、朝刊、19面。
2. ↑  「私鉄年表」『私鉄車両編成表 '94年版』ジェー・アール・アール、1994年11月5日、186頁。ISBN 4-88283-215-1。
3. ↑  「「伊豆高原駅＆やまもプラザ」が完成 リゾート都市の拠点に」『静岡新聞』静岡新聞社、1994年3月19日、朝刊、21面。
4. ↑  鉄道ダイヤ情報2005年12月号 p.18
5. ↑  「伊豆急行で駅名改称」『交通新聞』交通協力会、1961年10月18日、1面。
6. ↑  『JTB時刻表 2025年3月号』JTBパブリッシング、2025年、263頁。
7. ↑  金目鯛の塩焼き弁当 駅弁情報
8. ↑  あぶりさんまの棒寿司 駅弁情報
9. ↑  “伊東市デマンド型乗合タクシー「赤沢デマンド号」の利用について”.   伊東市 (2023年3月16日). 2023年7月30日閲覧。

### 利用状況
静岡県統計年鑑
1. ↑  静岡県統計年鑑1993（平成5年） (PDF)
2. ↑  静岡県統計年鑑1994（平成6年） (PDF)
3. ↑  静岡県統計年鑑1995（平成7年） (PDF)
4. ↑  静岡県統計年鑑1996（平成8年） (PDF)
5. ↑  静岡県統計年鑑1997（平成9年） (PDF)
6. ↑  静岡県統計年鑑1998（平成10年） (PDF)
7. ↑  静岡県統計年鑑1999（平成11年） (PDF)
8. ↑  静岡県統計年鑑2000（平成12年） (PDF)
9. ↑  静岡県統計年鑑2001（平成13年） (PDF)
10. ↑  静岡県統計年鑑2002（平成14年） (PDF)
11. ↑  静岡県統計年鑑2003（平成15年） (PDF)
12. ↑  静岡県統計年鑑2004（平成16年） (PDF)
13. ↑  静岡県統計年鑑2005（平成17年） (PDF)
14. ↑  静岡県統計年鑑2006（平成18年） (PDF)
15. ↑  静岡県統計年鑑2007（平成19年） (PDF)
16. ↑  静岡県統計年鑑2008（平成20年） (PDF)
17. ↑  静岡県統計年鑑2009（平成21年） (PDF)
18. ↑  静岡県統計年鑑2010（平成22年） (PDF)
19. ↑  静岡県統計年鑑2011（平成23年） (PDF)
20. ↑  静岡県統計年鑑2012（平成24年） (PDF)
21. ↑  静岡県統計年鑑2013（平成25年） (PDF)
22. ↑  静岡県統計年鑑2014（平成26年） (PDF)
23. ↑  静岡県統計年鑑2015（平成27年） (PDF)
24. ↑  静岡県統計年鑑2016（平成28年） (PDF)
25. ↑  静岡県統計年鑑2017（平成29年） (PDF)
26. ↑  静岡県統計年鑑2018（平成30年） (PDF)
27. ↑  静岡県統計年鑑2019（令和元年） (PDF)
28. ↑  静岡県統計年鑑2020（令和2年） (PDF)